# 크리스티나 웨이본

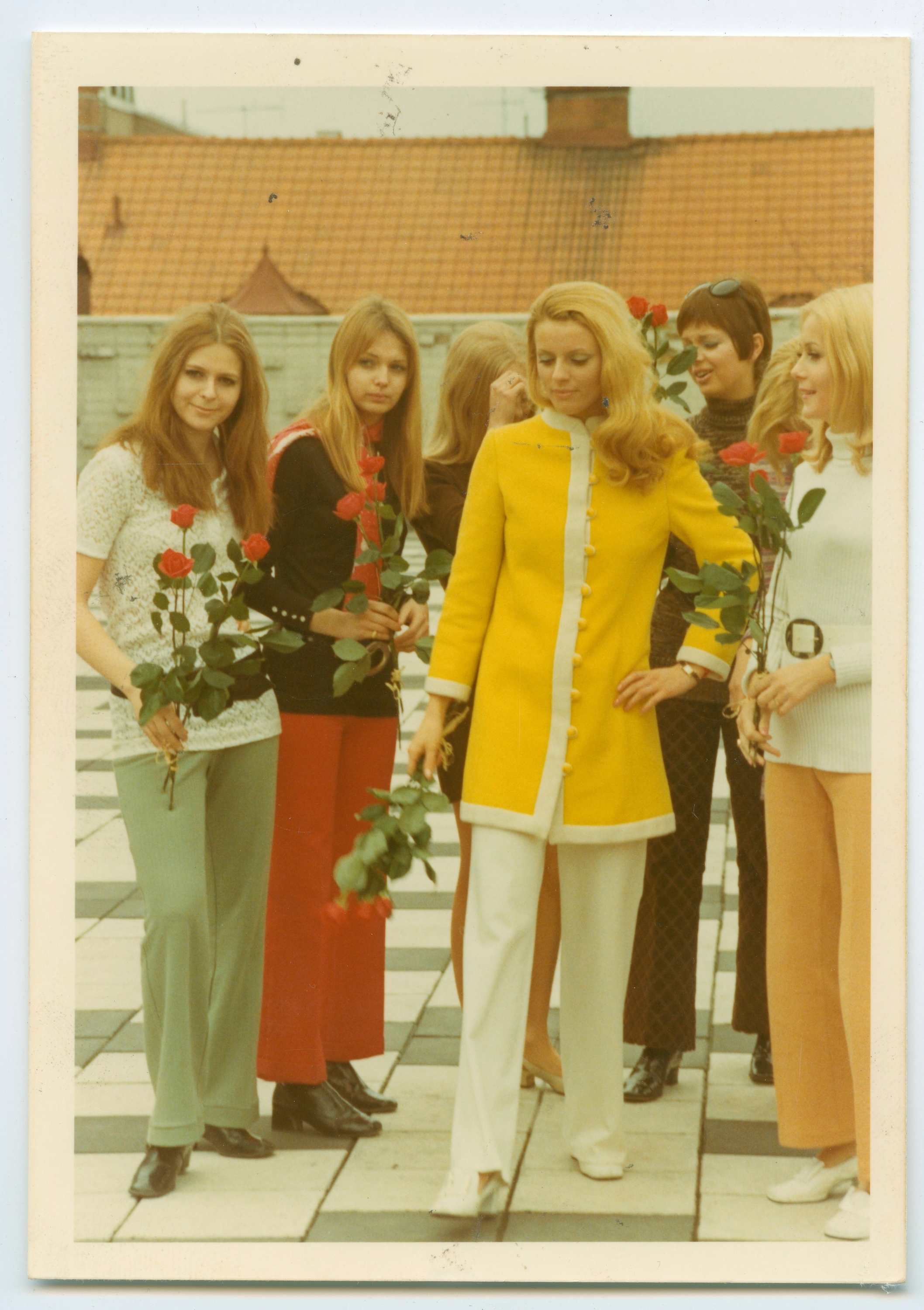

크리스티나 웨이본(Britt-Inger Johansson, 1950년 9월 24일 ~ )은 스웨덴의 배우, 육상 선수, 모델, 영화배우이다.
뉘브로에서 태어났다.

## 방송
- 에어울프

## 영화
- 포비든 워리어 (2004년)
- 리틀 고스트 (1997년) - 크리스틴 역
- SOS 해상 구조대 (1989년)
- 007 옥터퍼시 (1983년) - 매그다 역
- 사랑의 유람선 (1977년)
- 엔터베 특공작전 (1976년)